# Ryuhei Kitamura
Ryuhei Kitamura (Osaka, 30 mei 1969) is een Japanse filmregisseur, -producent, scriptschrijver en acteur.
Toen hij 17 jaar was en nog op school zat, besloot Kitamura filmmaker te worden. Hij stond tijdens de les op en zei tegen de leraar: "Ik stop ermee. Ik word filmmaker." Hij vertrok uit Japan en ging naar de School of Visual Arts in Australië. Hier maakt hij in 1988 zijn eerste (korte) film Exit. (dit was zijn eindexamenfilm, die hij in twee dagen tijd voor 100 dollar maakte.) Daarna maakte hij de korte films Heat After Dark en Down to Hell (allebei ongeveer 50 min.) Hij brak internationaal door met zijn eerste bioscoopfilm Versus.

## Over Ryuhei Kitamura
Kitamura zegt dat hij beïnvloed is door de Australische filmmakers George Miller (Mad Max), Russell Mulcahy (Highlander) en Peter Weir (The Truman Show). Ook de films van Sam Raimi, James Cameron en John Carpenter hadden een grote invloed op hem. Kitamura beweert dat hij de films Mad Max 2, Aliens en de Evil Dead-films wel 70 of 80 keer heeft gezien. Hij houdt van rockmuziek, met name INXS.

## Filmografie

### Regisseur
- Heat After Dark (1996)
- Down to Hell (1997)
- Versus (2000)
- Alive (2002)
- The Messenger (2002)
- Aragami (2003)
- Azumi (2003)
- Sky High (2003)
- Longinus (2004)
- Godzilla: Final Wars (2004)
- LoveDeath (2006)
- The Midnight Meat Train (2008)
- Baton (2009)
- Tekon (2010)

### Producer
- Down to Hell (1997)
- Battlefield Baseball (2003, regie Yudai Yamaguchi)
- LoveDeath (2006)

### Script
- Heat After Dark (1996)
- Down to Hell (1997)
- Versus (2000)
- Alive (2002)
- Aragami (2003)
- Longinus (2004)
- Godzilla: Final Wars (2004)
- LoveDeath (2006)
- Yoroi: Samurai Zombie (2008)
- Versus (2010)

### Acteur
- Down to Hell (1997) Ponytail Thug
- Godzilla: Final Wars (2004) Radio DJ

### Televisie
- Sky High (2003)
- Sakurajima (2004, Documentaire)
- Romance Novel (2006)

### Video Games
- Metal Gear Solid: The Twin Snakes (2004) (in-game)

- Bibliothèque nationale de France: cb144496300 (data)
- CiNii: DA13849202
- Gemeinsame Normdatei: 138130221
- International Standard Name Identifier: 0000 0000 8414 7341
- Library of Congress Control Number: no2016030137
- MusicBrainz: 4e3579c7-5ac2-446d-9ac0-6375a98e3727
- Bibliotheek van het Japanse parlement: 00879256
- Nederlandse Thesaurus van Auteursnamen: 28360266X
- Système universitaire de documentation: 113158858
- Virtual International Authority File: 118419607
- WorldCat: E39PBJptWrvdVBH98vWbrCYF8C